# Julio Morales
Julio César Araújo Morales (Montevideo, 1945. február 16. – Montevideo, 2022. február 14.) uruguayi válogatott labdarúgó.

## Pályafutása

### A válogatottban
1966–1981 között 24 alkalommal szerepelt az uruguayi válogatottban és 11 gólt szerzett. Részt vett az 1970-es világbajnokságon és az 1980-as Mundialiton.

## Sikerei, díjai
Nacional
- Uruguayi bajnok (6): 1966, 1969, 1970, 1971, 1972, 1980
- Copa Libertadores (2): 1971, 1980
- Interkontinentális kupagyőztes (2): 1971, 1980
- Copa Interamericana (1): 1971

Austria Wien
- Osztrák bajnok (2): 1975–76, 1977–78
- Osztrák kupa (2): 1973–74, 1976–77

Uruguay
- 1980-as Mundialito